# 38 ق هـ
38 ق هـ هي السنة الثامنة والثلاثون السابقة للهجرة النبوية، وهي توافق ما بين سنتي 584 و585 حسب التقويم الميلادي، أي أنها بدأت في سنة 584م وانتهت في سنة 585م.